# 가스 직동식

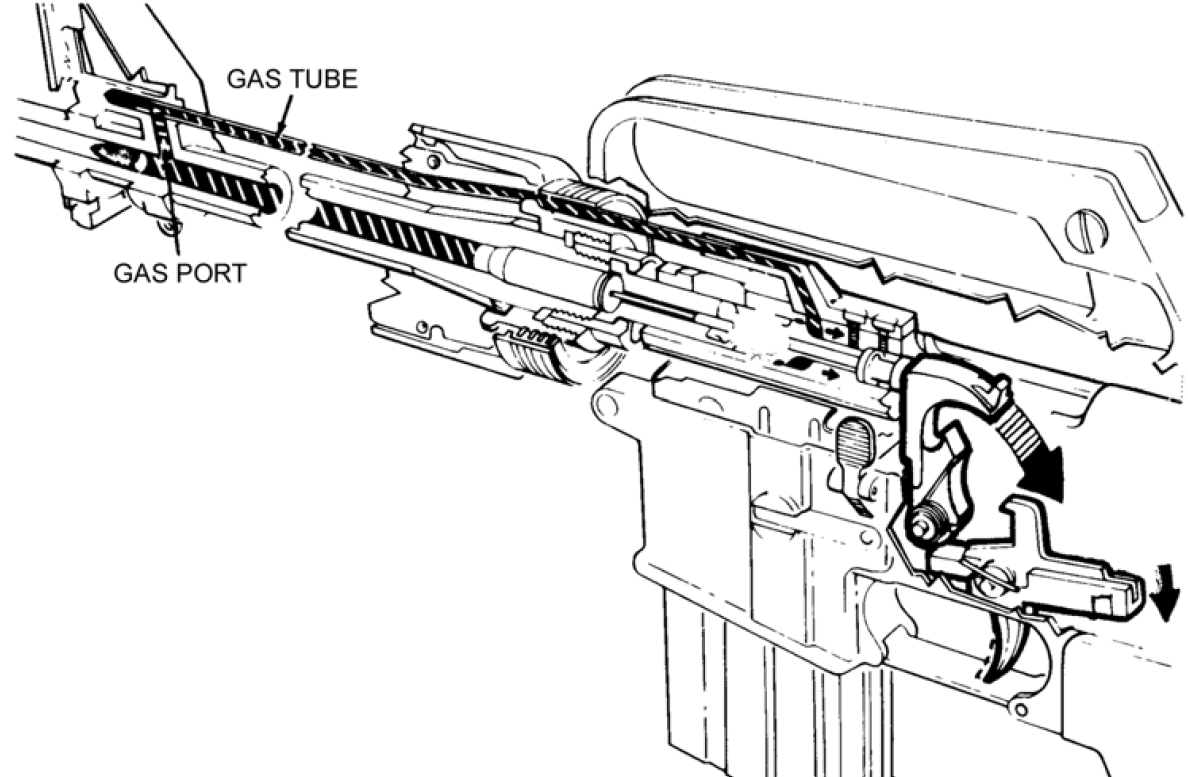
M16 소총의 가스 이동 경로

가스 직동식(gas直動式)은 가스 작동식으로 작동하는 자동화기 중 가스피스톤 없이 연소 가스의 직접적인 접촉으로 노리쇠 뭉치를 후퇴시키는 방법이다. 가스튜브 방식, 가스압 직결식이라고도 불린다. M16 소총이 가스 직동식으로 작동하는 대표적인 자동소총이다.
격발 후 총열에 뚫려 있는 가스 포트를 통해 들어온 연소 가스가 가스 튜브를 통해 전달되어 노리쇠 뭉치를 후퇴시킨다. 이후 노리쇠 결합 해제, 탄피 배출, 재장전이 순서대로 이루어진다.
가스 피스톤 방식과 비교할 때, 피스톤 및 연결봉이 없어 움직이는 부품수가 적다. 이에 따라 무게 중심 이동 및 반동이 적어 사격간 조준선 유지가 용이하고, 완전자동 사격시 집탄성이 좋다.
이와 같이 구조가 단순하고 반동이 적다는 장점이 있으나, 자주 청소를 해주지 않으면 연소 가스의 그을음이 노리쇠와 약실 등에 쌓여 작동불량이 일어날 수 있다는 단점이 있다. 또한 주입된 가스의 열로 인해 총이 과열되기 쉬운데, 총이 과열되면 정확도가 떨어지게 되며, 극단적인 경우 총열이 느슨해지거나 늘어날 수 있다. 이러한 경우 총열이 휘어질 수 있고, 총알이 총열의 옆과 충돌할 수 있다. 총이 과열될 경우 이외에도 급탄 불량과 같은 문제들이 발생할 수 있다.
이러한 단점들 때문인지, 가스 직동식을 사용하는 현용 소총은 M16 소총, M4 카빈, SR-25, 한국의 K1 기관단총 정도밖에 없다.
스웨덴의 AG-42가 단순화된 가스 직동식을 사용하는 최초의 성공적인 양산 무기이다. MAS-49도 가스직동식을 사용한다.

## 같이 보기
- 가스 작동식
- 가스 피스톤 방식
- 회전 노리쇠 방식

## 참고 서적
- 홍희범《알기 쉬운 총 이야기》
- (영어) 마지오타 브래시, 《브래시의 육상 군사력 및 전투 백과사전》(Brassey's Encyclopedia of Land Forces and Warfare)
- (영어) 줄리언 S. 해처, 《해처의 공책》 (Hatcher's Notebook)